# آرینک
آرینک (انگلیسی: ARINC) شرکت خوشه‌ای آمریکایی است، که در زمینه هوانوردی، خدمات امنیتی و نیروی نظامی، مراقبت سلامت، شبکه مخابراتی و ارائه خدمات ترابری فعالیت می‌کند. این شرکت در سال ۱۹۲۹ تأسیس شد.